# Vittorio Lombardi
Vittorio Lombardi (Inzino, 14 luglio 1893 – Modena, 27 giugno 1957) è stato un alpinista, imprenditore e mecenate italiano, tesoriere e finanziatore della Spedizione al K2 del 1954, è stato un dirigente nonché uno dei principali azionisti di Liquigas.

## Biografia
Nato ad Inzino si sposò con Anna Maria Spangher, discendente da una famiglia di imprenditori irredentisti, nipote del politico Giovanni Battista Spangher. Importante industriale a Milano, mantenne sempre la grande passione per le montagne, ricoprendo importanti incarichi presso il Club Alpino Italiano. Grande amico di Ardito Desio, finanziò la Spedizione al K2 del 1954, ricoprendo tra le altre cose il ruolo di tesoriere.

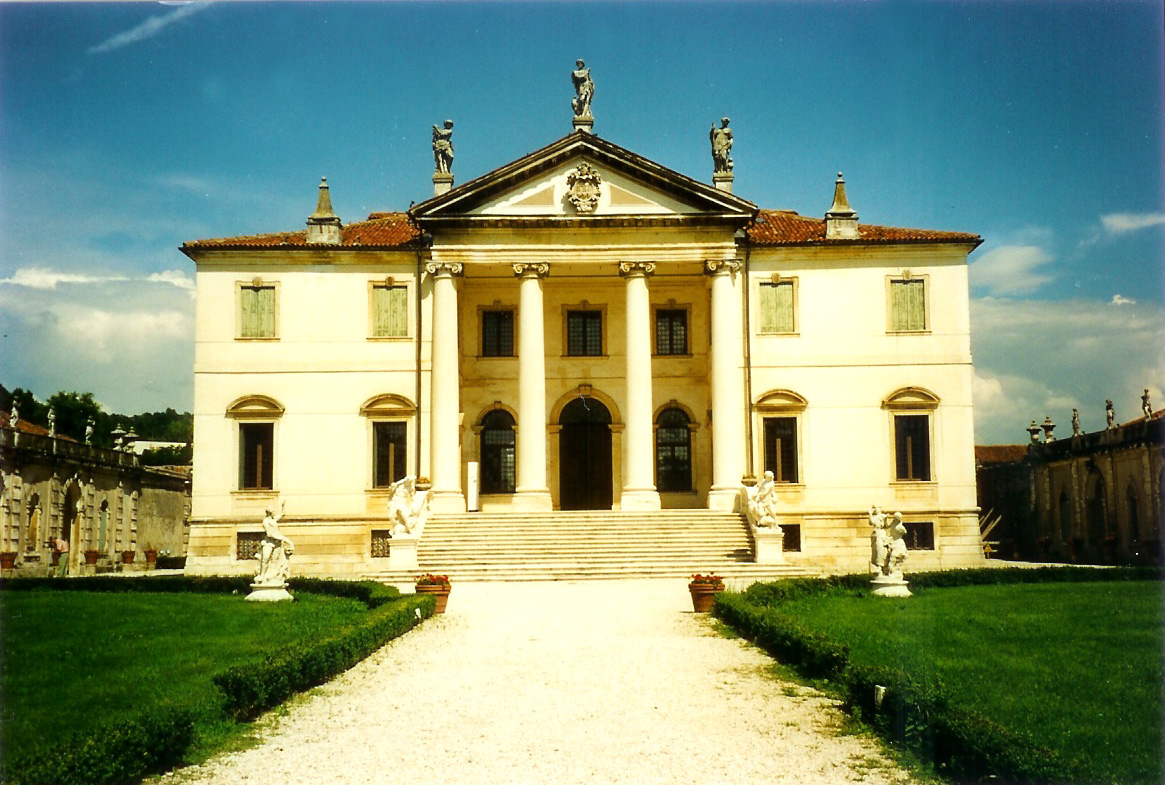
Villa Cordellina-Lombardi di proprietà di Vittorio Lombardi

In quanto appassionato amante d'arte e di architettura, acquistò e ristrutturò interamente la villa palladiana Villa Cordellina, allora in stato di abbandono, preservando gli affreschi di Tiepolo presenti nel salone principale.